# ویرجینیا واتر
ویرجینیا واتر (به انگلیسی: Virginia Water) یک روستا در بریتانیا است که در ساری واقع شده‌است. ویرجینیا واتر ۵٬۹۴۰ نفر جمعیت دارد.